# Ernst Lissauer
Pour les articles homonymes, voir Lissauer.
Ernst Lissauer est un poète et dramaturge allemand né le 16 décembre 1882 à Berlin et mort le 10 décembre 1937 à Vienne, célèbre pour son Chant de la haine contre l'Angleterre écrit en 1914.

## Biographie
Ernst Lissauer est issu d'une famille allemande aisée et fait ses études au lycée de Friedrichswerder.

« Ernst Lissauer était peut-être le plus prussien ou le plus prussianisé des juifs que je connusse. Il ne parlait point d'autres langues vivantes que la sienne, il n'était jamais sorti d'Allemagne. L'Allemagne était pour lui le monde, et plus une chose était allemande, plus elle l'enthousiasmait »

— Stefan Zweig, Le Monde d'hier : souvenirs d'un Européen.
Sa forte corpulence l'empêche d'être incorporé dans l'armée aussi chercha-t-il à servir l'Allemagne par sa poésie. Ernst Lissauer est l'auteur du célèbre (du moins à l'époque) Chant de la haine contre l'Angleterre, écrit en 1914 dans le contexte du début de la Première Guerre mondiale, où bon nombre d'intellectuels faisaient l'apologie de la guerre et de la haine dans un esprit patriotique. En récompense, l'empereur Guillaume II le décora de l'Ordre de l'Aigle rouge. Le Chant de la haine contre l'Angleterre fut récité dans les écoles, publié dans les journaux, appris par les soldats et chanté face à l'ennemi. Le poème fut mis en musique et développé en un chœur qui fut exécuté dans les théâtres.
Après la fin de la guerre, en 1919, toutes les personnes qui l'avaient aimé pour son chant se détournèrent de lui. Il devint complètement abandonné de tous et les journaux boycottèrent ses poèmes.
En 1923, Ernst Lissauer décida de partir pour Vienne où il resta jusqu'à la fin de sa vie.
Son plus grand succès fut la comédie Gewalt, qui a été exécutée pour la première fois à Francfort en 1924. La même année, il perdit sa femme, Marie Willfuhr, qu'il avait épousée en 1911.
En 1929, il se remaria avec Margarete (Grete) Langner qui était devenue sa secrétaire en 1913.
À partir de l'arrivée d'Hitler au pouvoir en 1933, Ernst Lissauer fut expulsé et interdit de publication en Allemagne.
Il mourut le 10 décembre 1937 d'une pneumonie et est enterré au cimetière juif de Vienne.